# Vor der Mark
Vor der Mark ist eine Hofschaft in Radevormwald im Oberbergischen Kreis im nordrhein-westfälischen Regierungsbezirk Köln in Deutschland.

## Lage und Beschreibung

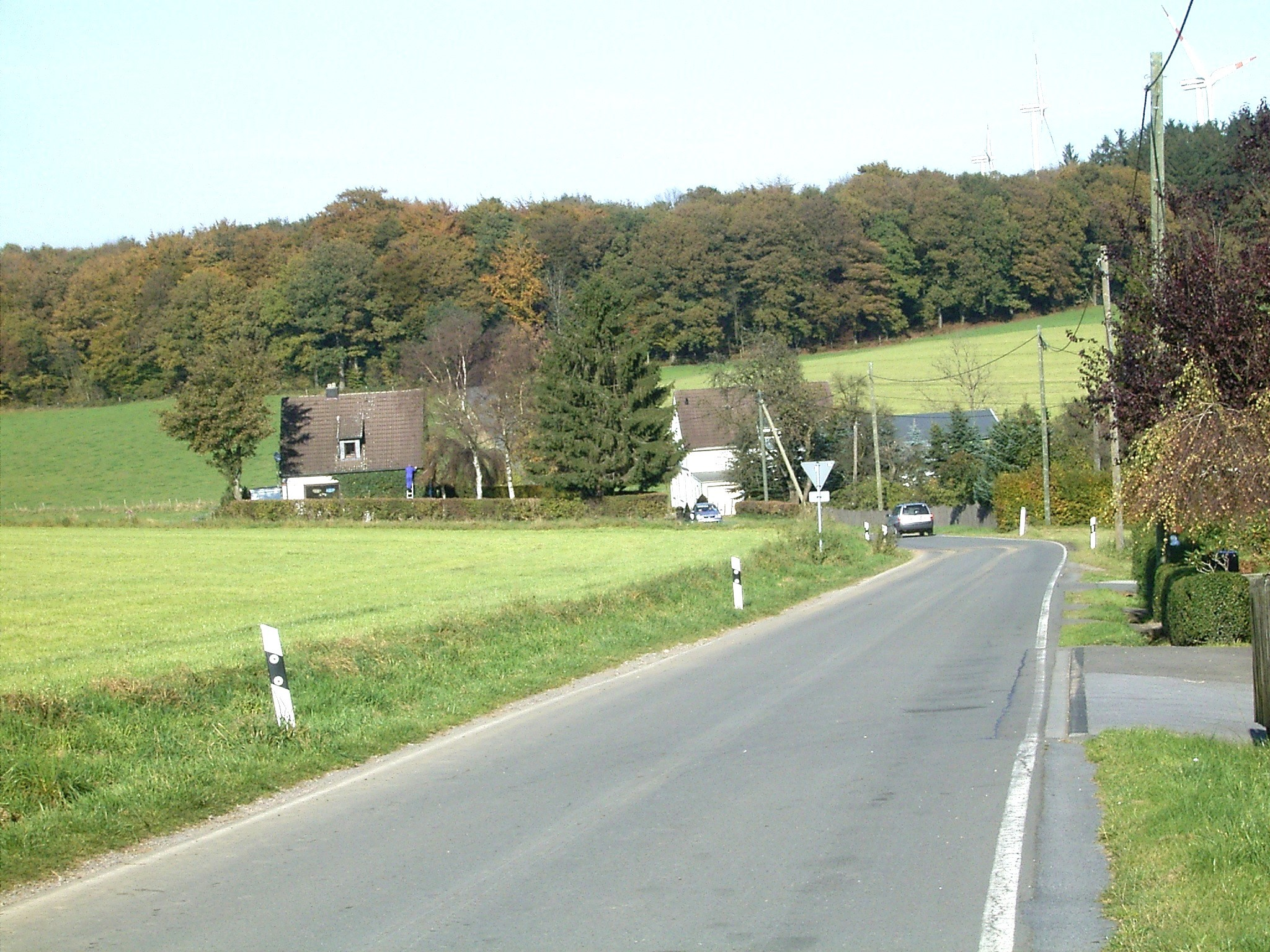
Die Hofschaft Vor der Mark von Scheideweg aus gesehen

Die Hofschaft liegt im Norden des Stadtgebiets an der Kreisstraße 7. Die Nachbarorte heißen Scheideweg, Brunshöh, Hardt und Niederwönkhausen.
Südöstlich von Vor der Mark entspringt der in die Heilenbecketalsperre mündende Bach Heilenbecke, der im Oberlauf auch Lambecke genannt wird.
Politisch wird die Hofschaft durch den Direktkandidaten des Wahlbezirks 170 im Rat der Stadt Radevormwald vertreten.

## Geschichte
Aus neolithischer Zeit (Jungsteinzeit) stammt ein „kleines, breitnackiges Beil“, welches zwischen Vor der Mark und Im Holte gefunden wurde. Die Funde werden heute im Bergischen Museum auf Schloss Burg aufbewahrt.
Erstmals genannt wird Vor der Mark 1433 beziehungsweise 1434. Anlässlich der Benennung von „Kriegsschäden durch Verwüstungen der Truppen des Kölner Erzbischofes Dietrich von Moers“ wird die Hofschaft mit „vor der Marcke“ bezeichnet.